# دير عسفين

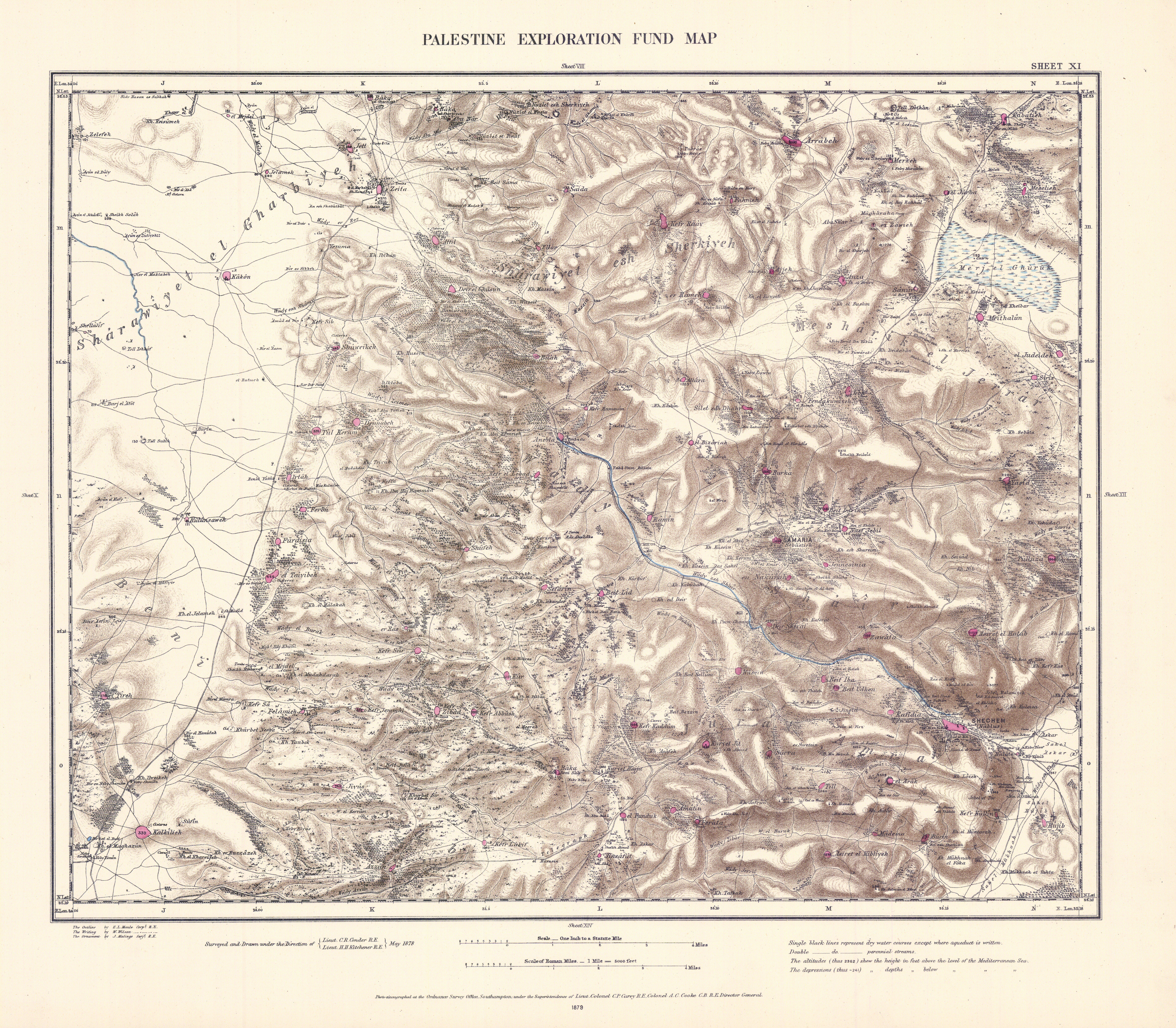
مسح جغرافي لدولة فلسطين يظهر دير عسفين في الركن السفل الأيسر

دير عسفين هي دير فلسطينية تبعد على مسافة كيلومترين شمال من الطيرة. كانت تقوم على بقعتها قرية تراسبيس في العهد الروماني. تحتوي هذه دير على أساسات وحمامات وصهاريج وقطع أرضية مرصوفة بالفسيفساء.